# Pat Langhorne

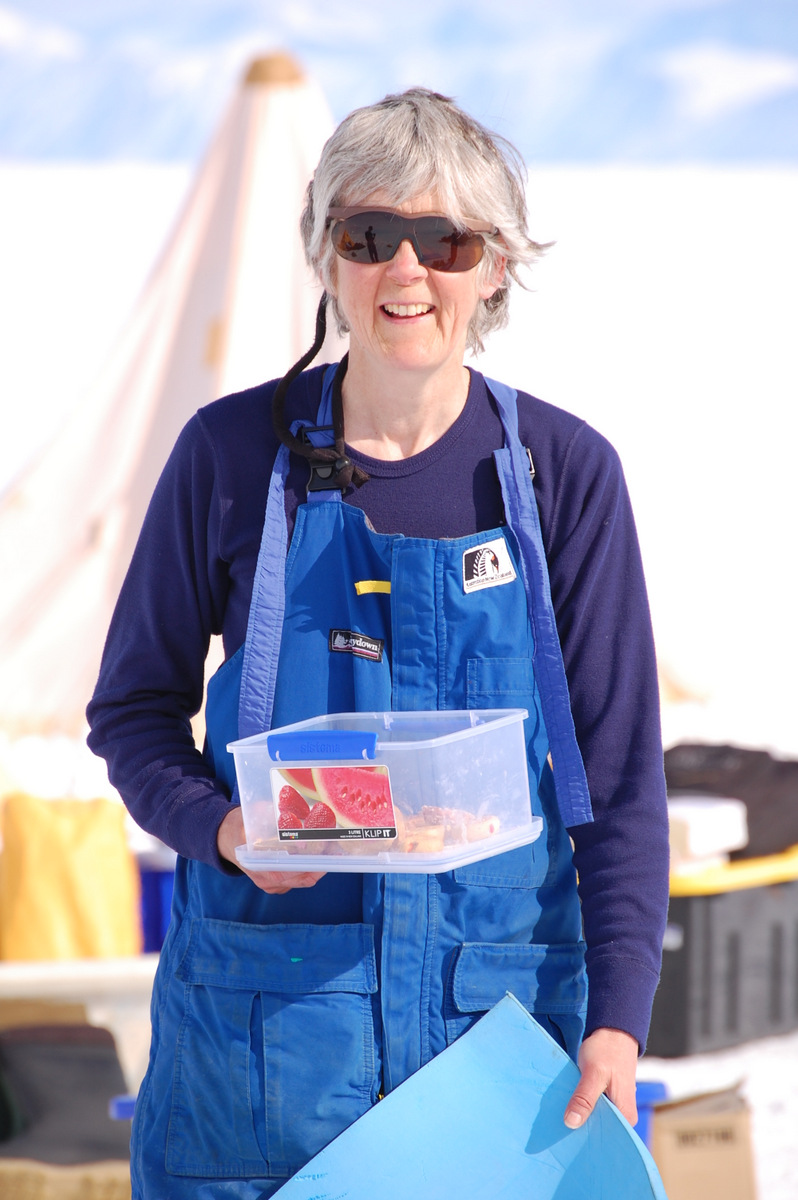
Pat Langhorne während der Meereisfeldarbeit im McMurdo Sound, Antarktis, November 2007

 Patricia Jean „Pat“ Langhorne (* 1955 in Glasgow, Schottland) ist eine schottisch-neuseeländische Physikerin und Hochschullehrerin. Sie ist emeritierte Professorin am Fachbereich Physik der University of Otago und  untersuchte die Physik der Polarmeere und der Kryosphäre sowie physikalische Prozesse im Meereis. Sie wurde als erste Frau für ihre Verdienste um die Antarktiswissenschaft mit der Antarktis-Medaille ausgezeichnet.

## Leben und Werk
Langhorne promovierte 1982 nach ihrem Physikstudium an der University of Aberdeen am Scott Polar Research Institute an der University of Cambridge über Meereis.
Langhorne wollte Mitte der 1970er-Jahre in der Antarktis forschen. Dies wurde abgelehnt, da sie eine Frau war. Bis in die 1990er-Jahre verfolgte das Vereinigte Königreich noch die Politik, Frauen nicht allein in die Antarktis zu schicken. Sie begann daher mit der Forschung am Meereis in der Arktis, führte dann aber viele Forschungsaufenthalte in der Antarktis durch.
1985 wurde sie eingeladen, an einem Experiment zur Untersuchung der Stärke des Meereises in der Antarktis teilzunehmen, welches sie zum ersten Mal nach Neuseeland führte. Seit 1988 unterrichtete sie Physik und erforschte physikalische Prozesse im Meereis an der University of Otago. In Zusammenarbeit mit Doktoranden und nationalen und internationalen Mitarbeitern nahm sie an etwa zwanzig Forschungsaufenthalten in der Antarktis teil.
Sie veröffentlichte zahlreiche Untersuchungen zu den mechanischen Eigenschaften von Meereis unter zyklischer Belastung und seinem Aufbrechen durch Meereswellen, zur Ansammlung und den Eigenschaften von Frazil-Eis unter dem McMurdo-Schelfeis sowie zu anderen Aspekten von Meereis und Eisschelfs.
Langhornes Projekt „Targeted observation and process-informed modelling of Antarctic sea ice“ wurde 2014 im Rahmen der Deep South National Science Challenge gefördert. Die Initiative konzentrierte sich auf die Forschung im Südpolarmeer und in der Antarktis und fordert Wissenschaftler auf, mehr über die Region zu erfahren und mit der Öffentlichkeit zusammenzuarbeiten, um den Klimawandel zu antizipieren, darauf zu reagieren und sich daran anzupassen. Langhorne nutzte Meereisbeobachtungen, um gezielte Änderungen an einem Meereismodul in einem Erdsystemmodell vorzunehmen. Dieses Meereismodul ist Teil eines Erdsystemmodells, das Vorhersagen über zukünftige Klimaszenarien auf globaler Ebene macht. Sie untersuchte speziell die Auswirkungen von Wellen auf das Meereis und den Einfluss, den das Schmelzen vom Boden der Schelfeise auf das Meereis hat. Erdsystemmodelle, eine Art globales Klimamodell, das wichtige physikalische, chemische und biologische Prozesse simulieren soll, können die jüngsten Trends in der Meereisbedeckung derzeit nicht originalgetreu reproduzieren, insbesondere ihre unterschiedliche regionale Reaktion.

## Ehrungen (Auswahl)

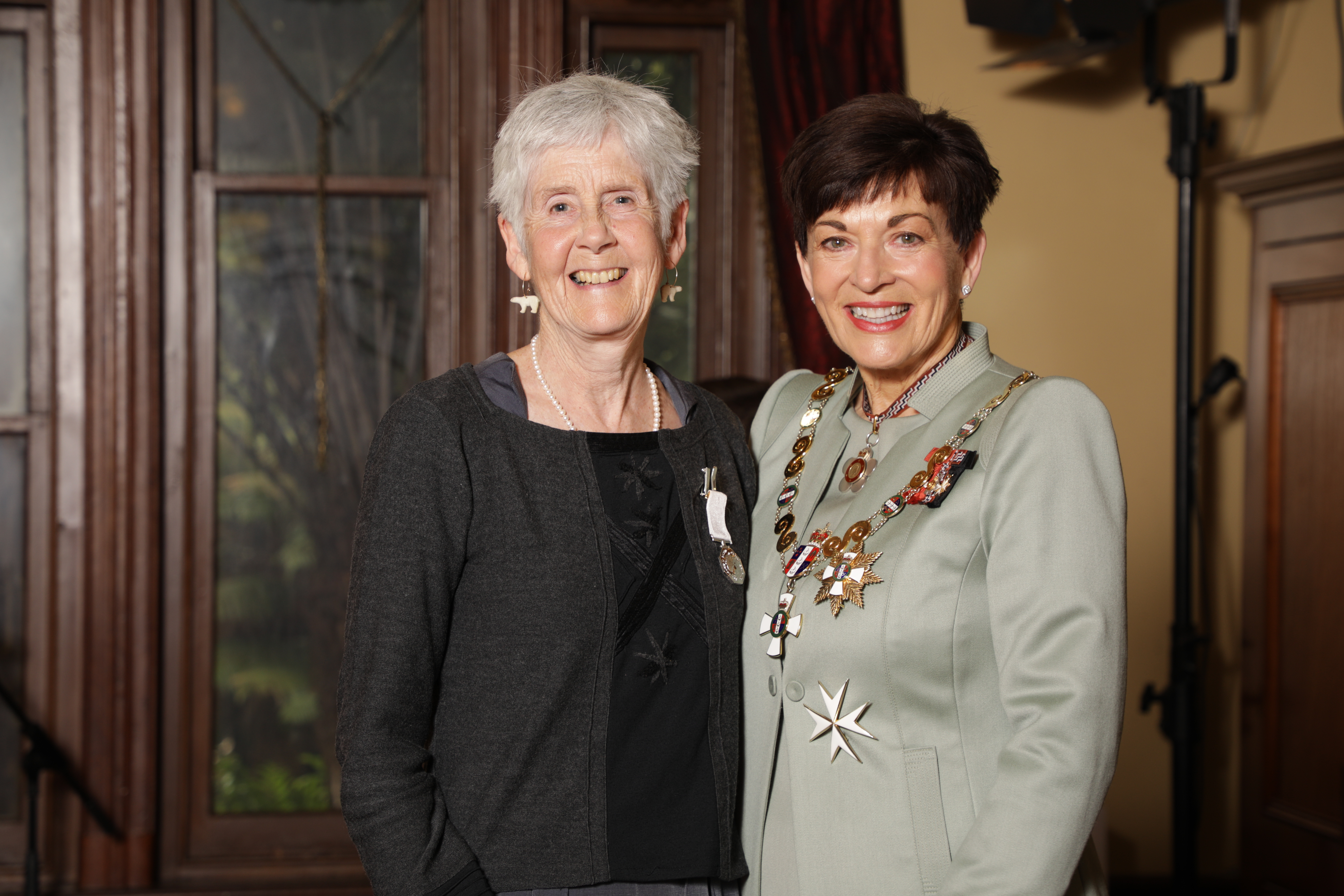
Pat Langhorne (links), nachdem sie am 27. September 2019 von der Generalgouverneurin Dame Patsy Reddy im Larnach Castle auf der Otago-Halbinsel mit der New Zealand Antarctic Medal für Verdienste um die Antarktiswissenschaft ausgezeichnet wurde

- 2017: 150 Women in 150 Words der Royal Society Te Apārangi
- 2019: New Zealand Antarctic Medal[2]

## Veröffentlichungen (Auswahl)
- mit Vernon Squire, Roger J. Hosking, Arnold D. Kerr: Moving Loads on Ice Plates. Springer; 1996, ISBN 978-0-7923-3953-3.
- mit V. A. Squire, W. H. Robinson, T. G. Haskell: Vehicles and aircraft on floating ice. Nature 333, 1988, S. 159–161. doi:10.1038/333159a0